# Two the Hard Way
Two the Hard Way – album studyjny amerykańskiej piosenkarki Cher oraz amerykańskiego rockmana Gregga Allmana wydany w 1977 nakładem wytwórni Warner Bros. Album poniósł komercyjną porażkę. 

## Tło wydania
Album muzyczny, będący konsekwencją burzliwych relacji małżonków, łączył w sobie mało popularne ówcześnie elementy southern rocka Allmana i charakterystyczny pop Cher. Krążek nie został dobrze przyjęty przez krytyków muzycznych. Autor książki Rolling Stone Album Guide z 1979 stwierdził, że: „Trudno wyobrazić sobie bardziej pomieszane style... To jest dno beczki". Album nigdy nie został wydany na płycie CD lub w iTunes. Według magazynu Billboard Cher jest właścicielem nagrań, a wytwórnia nie byłaby w stanie wydać płyty bez jej zgody. W celu promocji albumu Cher i Allman wyruszyli w trasę koncertową „Two the Hard Way Tour".

## Lista utworów
| Pierwsza strona | Pierwsza strona                  | Pierwsza strona                                                   | Pierwsza strona |
| Nr              | Tytuł utworu                     | Autorzy                                                           | Długość         |
| --------------- | -------------------------------- | ----------------------------------------------------------------- | --------------- |
| 1.              | „Move Me”                        | Fred Beckmeier, Vella M. Cameron, Steve Beckmeier, Jimmie Cameron | 2:58            |
| 2.              | „I Found You Love”               | Alan Gordon                                                       | 3:58            |
| 3.              | „Can You Fool”                   | Michael Smotherman                                                | 3:21            |
| 4.              | „You've Really Got a Hold on Me” | Smokey Robinson                                                   | 3:18            |
| 5.              | „We're Gonna Make It”            | Billy Davis, Carl Smith, Raynard Miner, Gene Barge                | 3:15            |
| 6.              | „Do What You Gotta Do”           | Jimmy Webb                                                        | 3:26            |
|                 |                                  |                                                                   | 20:16           |

| Druga strona | Druga strona                | Druga strona                                    | Druga strona |
| Nr           | Tytuł utworu                | Autorzy                                         | Długość      |
| ------------ | --------------------------- | ----------------------------------------------- | ------------ |
| 1.           | „In For the Night”          | Ed Sanford, Johnny Townsend                     | 3:34         |
| 2.           | „Shadow Dream Song”         | Jackson Browne                                  | 3:43         |
| 3.           | „Island”                    | Ilene Rappaport                                 | 4:25         |
| 4.           | „I Love Makin' Love to You” | Benjamin Weisman, Evie Sands, Richard Germinero | 3:49         |
| 5.           | „Love Me”                   | Jerry Leiber, Mike Stoller                      | 2:48         |
|              |                             |                                                 | 18:19        |

## Personel
- Cher - wokal główny
- Gregg Allman - wokal główny, organy, producent
- Ricky Hirsch, John Leslie Hug, Fred Tackett, Scott Boyer - gitara
- Randall Bramblett, Harvey Thompson, Ronnie Eades - saksofon
- Harrison Calloway, Jim Horn - róg
- Ben Cauley - trąbka, flugelhorn
- Dennis Good - puzon
- Mickey Raphael - harmonijka ustna
- Bobbye Hall - instrumenty perkusyjne
- Willie Weeks - bas
- Neil Larsen - fortepian, pianino elektryczne, clavinet, organy
- Bill Stewart - perkusja
- Clydie King, Doug Hayward, Pat Henderson, Russell Morris, Sherlie Matthews, Tim Schmit - podkład wokalny
- Jimmy Webb - aranżacje smyczków i klaksonów w utworach "We're Gonna Make It" and "Do What You Gotta Do"
- Ed Freeman - aranżacje smyczkowe
- Sid Sharp - koncertmistrz